# ハーピーの息子たち
『ハーピーの息子たち』はHBO(日本ではスター・チャンネルが放送)のファンタジー・ドラマ・シリーズである『ゲーム・オブ・スローンズ』の第5章『竜との舞踏』の第4話である。Dave Hillによって、原作『乱鴉の饗宴』、『竜との舞踏』に基づいて脚本が書かれ、マーク・マイロッドが監督した。
サーセイはタイレル家の勢力を削ぐために七神正教に聖兵の復活を許し、ロラスを男色の罪で逮捕させる。ピーター・ベイリッシュはスタニスがボルトン家を破ると言う見込みをサンサに話し、キングズランディングに向かう。ジェイミーとブロンはドーンに上陸する。ミーリーンではバリスタン・セルミーが〈ハーピーの息子たち〉に殺される。ジョラーはティリオンをデナーリスに連れて行くと言う。

## あらすじ

### キングズランディングにて
大蔵大臣のメイス・タイレル(ロジャー・アシュトン＝グリフィス)が小評議会で発言し、ブレーヴォスの〈鉄の銀行〉が〈鉄の玉座〉の負債の1割の返済を求めているが、その半分しか払えないと明らかにする。タイレル家の影響力を弱めたいサーセイ (レナ・ヘディ)は、〈王の盾〉のサー・マーリン・トラント(イアン・ビーティー)を連れてメイスがブレーヴォスに行き、交渉しろと言う。次にサーセイは総司祭としたハイ・スパロウ(雀聖下)(ジョナサン・プライス)に会い、七神正教に奉仕する聖兵の復活を承認する。その結果、ピーター・ベイリッシュの経営する売春宿が襲われ、またロラス・タイレル(フィン・ジョーンズ)が男色の罪で逮捕される。兄の逮捕を知って、マージェリー・タイレル(ナタリー・ドーマー)は夫のトメン王( ディーン＝チャールズ・チャップマン)に、釈放を請う。トメンはまず母サーセイに願うが、ハイ・スパロウと話せと言われる。トメンはハイ・スパロウと話そうとするが、礼拝を邪魔させまいとする聖兵が妨害する。浮浪者たちに近親相姦の子だと侮辱されるが、大聖堂の階段で〈王の盾〉が聖兵を攻撃するのを止めさせて立ち去る。トメンの無為に堪えられないマージェリーは祖母オレナ(ダイアナ・リグ)に事情を話しに行く。

### 〈壁〉にて
ジョン・スノウ(キット・ハリントン)はブラザー達の訓練を手伝った後、〈北部〉の諸侯に手紙を書き、〈壁〉を守るために人員と補給を求める。ジョンはルース・ボルトンにまで嘆願することをためらうが、〈冥夜の守人〉(ナイツウォッチ)の中立性は保たなければならない。メリサンドル(カリス・ファン・ハウテン)がやって来て、スタニスの軍に加わってウィンターフェルをボルトン家から取り戻すことを求めるが、ジョンは固辞する。ジョンはメリサンドルの誘惑に抵抗し、いまだにイグリットを愛していると言う。メリサンドルはイグリットを真似して「何も知らないのね、ジョン・スノウ」と言い残して去る。〈黒の城〉の別の場所で、スタニス(スティーヴン・ディレイン)は娘のシリーン(ケリー・イングラム)に、シリーンが〈灰鱗病〉(グレイスケール)にかかった経緯を語り、治すためにあらゆることをしたと話す。

### ウィンターフェル
地下墳墓で、サンサ(ソフィー・ターナー)は亡くなった家族のために蝋燭をともす。ピーター・ベイリッシュ(エイダン・ギレン)が来て、叔母のリアナのことを話し、レイガー・ターガリエンがリアナを誘拐したとされるために〈ロバートの反乱〉が始まったことを話す。サーセイの要求で、ウィンターフェルを去ってキングズランディングに戻ると言う。スタニスの軍が〈黒の城〉にあり、数で劣るボルトン家からウィンターフェルを奪取するだろうと言う。サンサの家族はみな死んでいるため、スタニスはサンサを〈北部総督〉に任ずるだろうと言う。

### ドーンにて
ジェイミー(ニコライ・コスター＝ワルドー)とブロン(ジェローム・フリン)は、ミアセラを救出するためにドーンに忍び込む。ブロンは、ジェイミーがなぜ個人的に救出作戦に加わるのか訝る。ジェイミーは父タイウィンの死を招いたことの贖罪だと言い、再びティリオンに会った時には殺すと言う。上陸直後に二人はドーンの守備兵に見つかってキングズランディングから来たと見破られる。二人は武器を捨てろと命令され、やむなく守備兵を殺す。
別の場所で、エラリア・サンド(インディラ・ヴァルマ)はオベリンの〈砂蛇〉と呼ばれる3人の落とし子の娘たち-オバラ( ケイシャ・キャッスル＝ヒューズ)、ナイメリア(ジェシカ・ヘンウィック)、そしてエラリアの娘タイエニー(ロザベル・ラウレンティ・セラーズ)-に会う。捕えた船長からジェイミーがドーンに来たことを知り、ミアセラをキングズランデングに連れ帰るつもりだと推測する。エラリアはラニスター家との戦いに加わるよう〈砂蛇〉に求め、同意を得る。

### 〈狭い海の向こう側〉にて
夜、ジョラー・モーモント(イアン・グレン)は漁師を襲い小舟を盗み、捕虜のティリオン(ピーター・ディンクレイジ)を連れて出帆する。朝、ティリオンはジョラーの正体を推測し、姉のサーセイではなくデナーリスのもとに連れて行かれることを知る。理由をジョラーに尋ねると、ジョラーはティリオンを殴って気絶させる。
ミーリーンにて、バリスタン・セルミー(イアン・マッケルヒニー)はレイガーのことをデナーリス(エミリア・クラーク)に語る。デナーリスは、闘技場の再開を繰り返し求めるヒズダール・ゾ・ロラク(ジョエル・フライ)に面会する。街の通りでは、〈ハーピーの息子たち〉が一般市民を襲う。グレイ・ワーム(ジェイコブ・アンダーソン)の率いる〈穢れなき軍団〉の警備兵が鎮圧しようとするが、〈ハーピーの息子たち〉に待ち伏せされる。〈穢れなき軍団〉の多くが殺され、グレイ・ワームは負傷する。そこにバリスタンが現れて〈ハーピーの息子たち〉の多くを殺すが、やがて圧倒されて何度も刺される。グレイ・ワームはバリスタンがとどめを刺されることは阻止するが、死体の間に倒れ込む。

## 評判

### 視聴者数
『ハーピーの息子たち』は合衆国での初回放送で682万人の視聴者に見られ、18-49歳の視聴者層では3.6%の視聴率となった。

## 参照
1. ↑  Kondolojy, Amanda (2015年5月5日). “Sunday Cable Ratings: 'Game of Thrones' Tops Night + 'Real Housewives of Atlanta', 'Silicon Valley' & More”. TV by the Numbers. 2015年5月5日閲覧。